# گلوتاریک اسیدوری نوع یک
گلوتاریک اسیدوری نوع یک , یک اختلال مادرزادی است که طی آن بدن نمی‌تواند اسید آمینه‌های لیزین, هیدروکسی لیزین و تریپتوفان را تجزیه کند و در نتیجه، مواد حدواسط از جمله اسید گلوتاریک و اسید گلوتاکونیک در بدن تجمع  میابند.

## علائم بالینی
- زمان تولد: بزرگی دور سر.
- دوره نوزادی، شیرخوارگی یا کودکی: شامل بزرگی دور سرتا ۶ ماهگی، تعریق شدید، کاهش تونوس عضلانی، استفراغ، تحریک پذیری، ترمور، حملات آسیب مغزی (۲ تا۳۷ ماهگی) , بدنبال عفونت و تب به صورت از دست دادن حاد  حاد اعمالی مانند کنترل سر، رفلکس‌های مکیدن و بلعیدن، توانایی نشستن یا گرفتن اسباب بازی‌ها و بروز حرکات آتتوئید یا دیستونیک، کاهش شدید تونوس عضلانی، تشنج و افزایش پروتئین مایع مغزی نخاعی می‌باشند. بهبودی از این حملات تدریجی و ناکامل بوده و معمولاً شواهدی از نقص تکاملی و دیستونی یا دیس کینزی نظیر کاهش تونوس عضلانی، اپیستوتونوس، رژیدیتی، دست‌های مشت شده، بیرون آوردن زبان و شکلک  در آوردن باقی می‌گذارد. بدنبال هر حمله بدتر شدن وضعیت عصبی مشاهده می‌شود. در برخی از بیماران بجای حملات حاد، دژنره شدن آهسته عصبی دیده می‌شود. هوش ممکن است طبیعی باشد. در بعضی از مبتلایان حملات مکرر تب

بدون علت، تحریک پذیری، بی اشتهایی، بیخوابی و بزرگی کبد رخ می‌دهد، اما معمولاً حملات عدم تعادل متابولیک، کتواسیدوز یا کاهش گلوکز خون بروز نمی‌کند، مگر به‌طور نادر درطی حملات حاد که در این موارد همراه با افزایش آمونیاک خون و ترانس آمینازهای کبدی می‌باشد. حملات رابدومیولیز با افزایش شدید کراتین کیناز، بروز هیگروما، هماتوم ساب دورال، خونریزی‌های شبکیه و آتروفی لوب‌های پیشانی و تمپورال هم گزارش شده‌است.

## نقص آنزیمی
نقص در آنزیم گلوتاریل کوآ دهیدروژناز با کوفاکتور ویتامین ب ۲ (در متابولیسم لیزین و تریپتوفان).

## توارث ژنتیکی
اتوزوم مغلوب.

## میزان بروز
یک مورد در هر ۳۰ هزار تولد زنده در سوئد.

## روش تشخیص
- اسیدهای آلی ادرار: افزایش اسید گلوتاریک، اسید گلوتاکونیک و اسید ۳هیدروکسی گلوتاریک.
- پلاسما: کارنیتین پائین.
- آسیل کارنیتین: افزایش گلوتاریل کارنیتین.
- مایع مغزی نخاعی: افزایش اسید گلوتاریک.
- بررسی آنزیم.
- ادرار در طی حمله: ممکن است غلظت اسید گلوتاکونیک بالاتر ازاسید ۳ هیدروکسی گلوتاریک بوده و اسید ۳ بتا هیدروکسی بوتیریک و اسیدهای استو استیک، آدیپیک، سوبریک و سباسیک هم در ادرار وجود دارند.

## تشخیص افتراقی
- نقص در میتوکندری.
- نقص در مالتی پل آسیل دهیدروژناز (گلوتاریک اسیدوری نوع دو).

## درمان
در فاز حاد مانند سایر ارگانیک اسیدوری‌ها است. در فاز مزمن تجویز روزانه ۱۰۰ میلی گرم کارنیتین به ازای هر کیلوگرم وزن بیمار و رژیم غذایی حاوی مقدار کم لیزین و تریپتوفان و تجویز روزانه ۱۰۰ تا ۳۰۰ میلی گرم ریبوفلاوین به عنوان
کوآنزیم دهیدروژنازمی باشد. استفاده روزانه از ۲ میلی گرم آنالوگ گابا (اسید ۴ آمینو 3-4 کلرفنیل بوتیریک) به ازای هر کیلوگرم وزن بیمار منجر به بهبود علائم شده‌است. همچنین با تجویز روزانه ۳۵ تا ۵۰ میلی گرم ویگاباترین به ازای هر
کیلوگرم وزن بیمار بهبود در غلظت گابا در مایع مغزی نخاعی رخ داده است.

## آزمون تشخیص قبل از تولد
بررسی آنزیم در آمنیوسیتهای کشت شده و اسید گلوتاریک در مایع آمنیوتیک.
نکته یک: هر بیمار مبتلا به فلج مغزی یا بزرگی دور سر بایستی از نظر ارگانیک اسیدوری بررسی شود.
نکته دو: در هر بیمار با خونریزی‌های شبکیه یا هماتوم ساب دورال که شواهدی از ضربه ندارد، گلوتاریک اسیدوری باید رد شود.
نکته سه: درمان با آنتی بیوتیک باعث حذف اسید گلوتاریک ادرار با منشاء باکتری‌های روده می‌شود. همچنین بروز کتوز باعث افزایش دفع اسید ۳ هیدروکسی گلوتاریک در ادرار افرادی می‌شود که دچار نقص آنزیم نیستند. بعلاوه بروز کتوز ممکن است دفع اسید ۳ هیدروکسی گلوتاریک و اسید گلوتاریک در مبتلایان را بالا ببرد.